# Francesc I de Ribagorça
Francesc d'Aragó Gurrea (?-1598). Duc de Vilafermosa i duc de Luna (1592-1598).
Fill del comte Martí I de Ribagorça i germà de l'últim comte de Ribagorça Ferran II, integrat a la Corona d'Aragó. El rei Felip I d'Aragó i II de Castella, per tal de restablir l'ordre perdut en unes revoltes, obligà el comte Ferran a renunciar al comtat de Ribagorça a canvi d'una compensació econòmica, i el comtat revertí a la corona, Francesc no ho acceptà i quan el seu germà li cedí el ducat de Vilafermosa, també reclamà el comtat de Ribagorça, autoanomenant-se Francesc I de Ribagorça, sense sort però.
El comtat continuà existint, tot i que desmembrat i sense cap visible, fins al 1716 amb el Decret de Nova Planta.